# Leucania semicircula
Leucania semicircula là một loài bướm đêm trong họ Noctuidae.